# Dieter Sobotka
Dieter Sobotka (* 19. Juli 1954 im Gelsenkirchener Stadtteil Buer) ist ein deutscher Journalist.

## Leben
Dieter Sobotka studierte Publizistik, Geschichte und Politikwissenschaften an der Westfälischen Wilhelms-Universität Münster. Ab 1985 absolvierte er ein Volontariat bei der Siegener Zeitung. 1993 wurde er Leiter der Lokalredaktion, später Leiter des Ressorts Politik. Zum 1. Oktober 2007 erfolgte die Ernennung zum Chefredakteur der Siegener Zeitung als Nachfolger von Eberhard Winterhager. Zum 31. Januar 2020 trat Sobotka in den Ruhestand.
Er ist verheiratet und Vater von drei Kindern.